# 最終財
最終財（さいしゅうざい）とは経済学用語の一つ。これは経済学において財とされるものの一つであり、消費者である者が生活において使用する物資のことである。最終財となっている財は使用するための完成品であることから、家庭内において行う作業の材料や燃料などもこれに当てはまらない。最終財に該当する商品を具体的にあげれば自転車やパソコンなどが当てはまる。